# Pradosia verticillata
Pradosia verticillata là một loài thực vật có hoa trong họ Hồng xiêm. Loài này được Ducke miêu tả khoa học đầu tiên năm 1942.